# إنجين بينلي
إنجين بينلي (بالتركية: engin benli)، هو ممثل تركي، من مواليد 23 فبراير 1970؛ اشتهر لتمثيله دور «ألينجاك» في مسلسل قيامة أرطغرل، درس في جامعة الأناضول واكتمل في عام 1995م في ولاية المعهد درس المسرح، عمل بمسرح الدولة في أنقرة، وبين السنة 1995م و 1997م عمل على مسرح الدولة بورصة، وكان من أول الممثلين على مسرح المدينة أزمير.

## روابط خارجية
- إنجين بينلي على موقع IMDb (الإنجليزية)
- إنجين بينلي على موقع ألو سيني (الفرنسية)
- إنجين بينلي على موقع قاعدة بيانات الفيلم (الإنجليزية)
- إنجين بينلي على موقع كينوبويسك (الروسية)